# プロダクトデザイン
プロダクトデザイン（英: product design）は、製品（プロダクト）のデザインのこと。しばしばインダストリアルデザイン（工業デザイン）と混同されるが、製品（プロダクト）という言葉自体が工業生産物や製品のみならず、広義においては製作物（ある計画によって生み出された成果）全体を意味する概念語のため、本質としては包括的な言葉である。
グラフィックデザインに対し、単に「物のデザイン」という意味で用いられる場合がある。ただし、日本語における「物」という言葉は多義的で、目に見える具体的な物体ということだけではなく、意識や思考の対象となりうる「こと（事）」をも含んでいる。近年においては、「もの」だけでなく「こと」のデザインが重要であるという内省的な意識が生まれ、プロダクトデザインとは、すなわち「モノゴトのデザイン」であるとも言える。
プロダクトデザインを行うデザイナーをプロダクトデザイナーと呼ぶ。